# 405 Тија
405 Тија (лат. 405 Thia) је астероид главног астероидног појаса. Приближан пречник астероида је 124,90 km,
а средња удаљеност астероида од Сунца износи 2,583 астрономских јединица (АЈ).
Инклинација (нагиб) орбите у односу на раван еклиптике је 11,949 степени, а орбитални период износи 1517,070 дана (4,153 године). Ексцентрицитет орбите астероида износи 0,244.
Апсолутна магнитуда астероида износи 8,46 а геометријски албедо 0,046.
Астероид је откривен 23. јула 1895. године.